# 桝形町 (名古屋市)
- 日本 > 愛知県 > 名古屋市 > 西区 > 桝形町 (名古屋市)
- 日本 > 愛知県 > 名古屋市 > 北区 > 桝形町 (名古屋市)

桝形町（ますがたちょう）は、愛知県名古屋市西区と北区にある町名。丁番を持たない単独町名である。住居表示未実施。

## 地理
名古屋市西区の東部、北区の西部に位置し、東と南は北区光音寺町、西は西区稲生町、北は北区光音寺町字野方、北東は北区野方通に接する。

### 面積
| 区   | 面積           |
| ---- | -------------- |
| 西区 | 0.010848682km2 |
| 北区 | 0.004702898km2 |
| 計   | 0.01555158km2  |

## 歴史

### 沿革
- 1942年（昭和17年）2月1日 - 西区稲生町の一部より、同区桝形町が成立[1]。
- 1944年（昭和19年）6月1日 - 北区光音寺町の一部より、同区桝形町が成立[10]。
- 1956年（昭和31年）7月13日 - 北区桝形町の一部を西区へ編入[1]。

## 世帯数と人口
2019年（平成31年）2月1日現在の世帯数と人口は以下の通りである。
| 区   | 町丁   | 世帯数 | 人口  |
| ---- | ------ | ------ | ----- |
| 西区 | 桝形町 | 48世帯 | 106人 |
| 北区 | 桝形町 | 31世帯 | 60人  |
| 計   | 計     | 79世帯 | 166人 |

## 学区
市立小・中学校に通う場合、学校等は以下の通りとなる。また、公立高等学校に通う場合の学区は以下の通りとなる。
| 区   | 番・番地等 | 小学校               | 中学校               | 高等学校 |
| ---- | ---------- | -------------------- | -------------------- | -------- |
| 西区 | 全域       | 名古屋市立稲生小学校 | 名古屋市立名塚中学校 | 尾張学区 |
| 北区 | 全域       | 名古屋市立光城小学校 | 名古屋市立志賀中学校 | 尾張学区 |

## その他

### 日本郵便
- 集配担当する郵便局は以下の通りである[13]。

| 区   | 町丁   | 郵便番号 | 郵便局         |
| ---- | ------ | -------- | -------------- |
| 西区 | 桝形町 | 451-0011 | 名古屋西郵便局 |
| 北区 | 桝形町 | 462-0055 | 名古屋北郵便局 |